# Rifugio Allievi-Bonacossa
Das Rifugio Allievi-Bonacossa (oft nur Rifugio Allievi, auch Capanna Allievi oder Allievihütte genannt) ist eine alpine Schutzhütte in der italienischen Region Lombardei in den Bernina-Alpen. Der Doppelbau setzt sich aus dem 1905 von der Sektion Mailand des Club Alpino Italiano (CAI) erbauten Rifugio Allievi und dem 1988 nur wenige Meter nebenan eröffneten Rifugio Bonacossa zusammen. Das Rifugio Allievi-Bonacossa wird in der Regel von Ende Juni bis Ende September durchgehend sowie an den Wochenenden im Juni bewirtschaftet. Sie bietet 70 Bergsteigern Schlafplätze und verfügt über einen Winterraum mit sechs Betten. 

## Lage
Die beiden Hütten liegen im oberen Valle di Zocca, einem nördlichen Seitental des Val Masino in der Gebirgsgruppe Südliches Bergell – Monte Disgrazia. Sie wurden auf einer Höhe von 2388 m s.l.m. innerhalb der Gemeinde Val Masino erbaut. Die Hütte liegt am Sentiero Roma, einem alpinen Höhenweg.

## Geschichte
Eine erste einfache Hütte wurde von der Sektion Mailand des CAI bereits 1897 an gleicher Stelle erbaut. Die Capanna Zocca wurde allerdings schon im darauffolgenden Jahr zerstört. 1905 errichtete die Sektion einen Neubau, der 1916 durch einen Lawinenabgang schwer beschädigt wurde. Zwei Jahre später richteten die Alpini die Hütte wieder auf. Sie diente ihnen während des Ersten Weltkrieges als Stützpunkt zur Bewachung der Schweizer Grenze, da das italienische Militär einen Einbruch der Mittelmächte über die neutrale Schweiz nicht ausschloss. Gewidmet wurde sie dem Bergsteiger Francesco Allievi, der das Valle di Zocca besonders schätzte. Im Zweiten Weltkrieg wurde die Hütte von der Resistenza genutzt und 1944 bei einer Razzia von Soldaten der faschistischen Italienischen Sozialrepublik schwer in Mitleidenschaft gezogen. 1950 wurde das Rifugio Allievi vom CAI wieder aufgebaut. 1988 eröffnete nach vierjähriger Bauzeit nur wenige Schritte nebenan das Rifugio Bonacossa. Letzteres ist den beiden Brüdern Aldo und Alberto Bonacossa gewidmet. Der Alpinist Aldo Bonacossa war Mitglied des Club Alpino Accademico Italiano und 1915 Autor des ersten italienischsprachigen Gebietsführers über die Ortlergruppe. Sein Bruder Alberto war zwischen 1930 und 1937 Präsident der Sektion Mailand des CAI. Im Jahr 2000 wurde die beiden Hütten durch eine Lawine schwer beschädigt und mussten in der Folge renoviert werden.

## Zugänge
- Vom Val di Mello, 1049 m ⊙ in 4 Stunden

## Übergänge und Nachbarhütten
- Gianettihütte, 2534 m ⊙ in ca. 5 Stunden[2]
- Pontihütte, 2559 m ⊙ in ca. 5½ Stunden[3]
- Albignahütte, 2336 m ⊙ über den Passo di Zocca, T5.